# Bundesstraße 238
Pour les articles homonymes, voir Route 238.
La Bundesstraße 238 est une Bundesstraße des Länder de Basse-Saxe et de Rhénanie-du-Nord-Westphalie.

## Histoire
La Bundesstraße 238 relie l'ancienne principauté de Schaumbourg-Lippe à l'ancienne ville de Lippe par un bref crocher dans l'électorat de Hesse.

## Source
- (de) Cet article est partiellement ou en totalité issu de l’article de Wikipédia en allemand intitulé « Bundesstraße 238 » (voir la liste des auteurs).

1. ↑  (de) « Die Bundes- und Reichsstraßen in Deutschland - Nr. 166 bis 327 » [archive du 18 février 2009], sur home.arcor.de (consulté le 16 juillet 2025)